# Одећа дана
Одећа дана је место где модни блогери показују коју одећу носе одређеног дана или прилику. Често се налазе на веб локацијама друштвених медија, као што су Тумблр, Инстаграм и Пинтерест, као и на разним видео снимцима на Јутјубу. Углавном се користи од стране млађих женских демографских категорија, један пример био би Forever 21, фармерке American Eagle Outfitters, чизме UGG Australia, као и неки додаци укључујући ручну торбу, козметику и накит. Слични овим блоговима су познати као одећа(е) недеље где блогер приказује шта планира да носи током целе недеље (или неколико дана).